# Palaemonetes argentinus
El camarón fantasma o camarón de agua dulce (Palaemonetes argentinus) es una especie de crustáceo decápodo paleomónido integrante del género Palaemonetes. Habita en aguas salobres o de agua dulce en el centro-sur de América del Sur.

## Taxonomía
Esta especie fue descrita originalmente en el año 1901 por el zoólogo italiano Giuseppe Nobili. Pertenece al subgénero Palaemonetes.
Localidad tipo
La localidad tipo es: Río de la Plata, Buenos Aires, Argentina.

## Distribución y hábitat
Este camarón se distribuye desde el sur del Brasil, en los estados de Santa Catarina y Río Grande del Sur, gran parte del Uruguay, hasta el centro y este de la Argentina, en las provincias de: Córdoba, Buenos Aires, así como en los lagos artificiales de la Ciudad Autónoma de Buenos Aires. 
Habita tanto en arroyos, ríos y lagos de agua completamente dulce así como también en lagunas costeras de variable salinidad, como la laguna de Mar Chiquita (una albufera argentina); la laguna de Castillos (en Uruguay) y la laguna de los Patos en el sur del Brasil, país donde se ha mencionado su presencia en los canales del río Ratones, Florianópolis, con halinidad media de 20 ‰.
Logró colonizar ambientes artificiales, como los diques de las provincias argentinas de San Luis y Córdoba, lagos artificiales de los bosques de Palermo en la ciudad de Buenos Aires o en el parque Rodó de Montevideo.
Historia evolutiva
En experimentos con ejemplares de poblaciones de la especie que habitaban en biotopos de agua dulce no conectados con el mar, estos fueron capaces de reproducirse y crecer además de en las aguas dulces de su hábitat, en un amplio rango salino, incluso en índices similares a los del agua de mar.
Como se trata de un grupo eminentemente oceánico, se estima que se originó de crustáceos marinos que en un tiempo evolutivo reciente lograron colonizar ambientes continentales, postulándose que lo han hecho al menos a partir de dos fuentes (no necesariamente excluyentes): gracias a habitar la hoya del Plata como puerta de entrada, penetrando por la misma y adaptándose a las aguas cada vez de menor halinidad, o como resultado de una dispersión hacia el sur partiendo de una biota tropical ancestral.

## Características y costumbres
Características
Es una especie pequeña, los machos miden hasta 60 mm y las hembras con huevos de 60 hasta 60 mm de largo. Poseen el primer par de pereiopodios acabados en sendas pinzas, y el carpo de la segunda pareja de pereiopodios no está subdividido. Cuentan con un estómago simple, el que se compone de una cámara cardíaca y otra denominada pilórica, la que exhibe paredes delgadas las que forman una bolsa con numerosos repliegues. A diferencia de lo habitual en otros camarones, no presentan estructuras calcáreas o quitinosas.
Nombres comunes
Su denominación común refiere a la transparencia que posee su cuerpo en vida, la que permite observar a través de él lo que se encuentra por detrás, otorgándole así al animal un adecuado camuflaje con su entorno inmediato, manteniéndose protegido aunque se traslade a otro micro ambiente próximo.
Costumbres
Esta especie cumple un papel ecológico clave en las cadenas tróficas de los ambientes que habita. Su dieta es omnívora aunque predan mayormente sobre elementos animales de la comunidad litoral-bentónica, ya que los adultos destacan por alimentarse del zooplancton.
Ha sido estudiada la capacidad de estos camarones para ser controladores naturales efectivos de las larvas de mosquitos.
Como contraparte, son el alimento para diversas especies de peces y aves, siendo su calidad nutricional muy elevada, rondando su contenido proteico el 70 % de su peso en seco.
Reproducción y crecimiento
Los sexos están separados y la reproducción es sexual.
Retiene algunos rasgos característicos de los palemónidos marinos-salobres, entre los que se encuentra el desarrollo larval, el cual comprende 9 estadios de zoeas, a diferencia de los palemónidos típicamente de agua dulce los cuales poseen un desarrollo larval más abreviado (desde un desarrollo directo hasta 4 estadios de zoeas.
La hembra pone una elevada cantidad de pequeños huevos, de los que eclosionan minúsculas larvas similares a la forma adulta, aunque menos desarrolladas.
Conservación
En la Lista Roja de Especies Amenazadas confeccionada por la Unión Internacional para la Conservación de la Naturaleza (UICN), esta especie es categorizada como  de ‘‘preocupación menor’’, en razón de poseer abundantes poblaciones distribuidas en una amplia geonemia con ausencias de grandes amenazas.
En un mismo biotopo sus poblaciones suelen presentar, de manera natural, notables fluctuaciones en sus efectivos en relación con diversos factores que las influencian, observándose la inexistencia de capturas en cierta época del año, para pasar a densidades de más de 300 ejemplares por metro cuadrado luego de algunos meses.